# لوران دو لا ئیر
لوران دو لا ئیر (فرانسوی: Laurent de La Hyre‎؛ ۲۷ فوریهٔ ۱۶۰۶ – ۲۸ دسامبر ۱۶۵۶) یک نقاش باروک اهل فرانسه بود.
او به‌شدت تحت تأثیر نقاشان ایتالیاییِ ساکنِ پاریس بود و آثار فرانچسکو پریماتیچو را در فونتن‌بلو مورد بررسی و مطالعه قرار داد، اما هرگز به ایتالیا نرفت.
یکی از نقاشی‌های مشهور او تصویری از پاپ نیکلاس پنجم است در حالی که حین بازکردن یک گورابه، جسد فرانسیس آسیزی را پیدا می‌کند. این اثر و ۷ تابلوی دیگر امروزه در موزه لوور نگهداری می‌شود. آثار دیگری از وی در شهرهای استراسبورگ، روان و لو مان موجود است.
از شاگردان مشهور او می‌توان به فرانسوا شووُ اشاره کرد.